# Bernard Restout
Pour les articles homonymes, voir Restout.
Bernard Restout (né le 4 août 1923 à Saint-Germain-Village et mort le 24 décembre 2015) est un ancien dirigeant de la Fédération française de boxe et maire de Saint-Germain-Village (Eure).

## Jeunesse
Il effectue ses études primaires à Saint-Germain-Village, puis part à Rouen suivre ses études secondaires au pensionnat Jean-Baptiste-de-La-Salle de Rouen. Il entre dans l'affaire familiale en septembre 1939 à la déclaration de guerre en tant que salaisonnier.
Réfractaire au STO en 1943, il est incorporé en février 1945 dans l'armée Leclerc, combat sur le front de l'Atlantique et fait partie des troupes d'occupation en Allemagne jusqu'en mars 1946.

## Le dirigeant de boxe
Il commence sa carrière de dirigeant sportif comme secrétaire puis président du Boxing Club Pont-Audemérien en compagnie de Pierre Langlois (qui disputera le championnat du monde contre Olson).
Il est élu et réélu président du comité régional de Normandie-Anjou pendant 46 années consécutives.
De 1964 à 1966, il est vice-président de la Fédération française de boxe puis est élu en 1966 président (il sera le plus jeune, puis le plus âgé président d'une fédération sportive en France), fonction qu'il occupera jusqu'en 1995. Il devient ensuite président d'honneur à vie de la FFB.
De 1969 à 1996, il sera Vice-président du Comité Olympique français, président du comité régional olympique et sportif de Haute-Normandie.
Sa carrière de dirigeant international commence en 1978 et il sera élu président de l'Association Européenne de Boxe Amateur et vice-président de l'Association Internationale de Boxe Amateur.
En boxe professionnelle, il occupera des postes importants : vice-présidence de l'EBU et membre du WBC et WBA. Il est à partir de 1996 vice-président honoraire à vie de la WBC. 
Il jura que plus jamais la WBO n'aura droit de ring dans l'hexagone et que les boxeurs français ne seront pas autorisés à en disputer les titres après que l'organisation eut déclaré no-Contest le championnat du monde WBO des Super-Welters entre John David Jackson et Martin Camara qui eut lieu le 17 février 1990 à Deauville en France. Une exception sera faite pour Daniel Londas lorsque celui-ci disputa en 1992 en Italie le titre WBO des super plumes. Si Bernard Restout ne pipe mot alors, c'est que Londas est en fin de carrière et que ce titre récompense en quelque sorte l'ensemble de son œuvre.          
Il a fondé et dirigé de 1968 à 1995 le mensuel FRANCE-BOXE.
Il fut administrateur et vice-président de la Mutuelle Nationale des Sports.

## La pêche
Il fut de 1956 à 2007 élu président de la société de pêche de Pont-Audemer. 
Il sera également président de la fédération départementale de pêche et de pisciculture de 1962 à 2003.
Il est nommé administrateur de l'Union Nationale de la Pêche en France de 1996 à 2003 et occupera pendant cette période le siège d'administrateur du Conseil Supérieur de la Pêche.

## Saint-Germain-Village
Bernard Restout a été élu maire de sa ville natale de 1971 à 1983 après avoir siégé comme conseiller municipal depuis 1959.
De 1972 à 1981, il est membre du conseil économique et social de la région Haute-Normandie.

## Principales distinctions
- Officier de la Légion d'honneur
- Chevalier de l'ordre national du Mérite
- Chevalier de l'ordre des Palmes académiques
- Officier de l'ordre du Mérite agricole
- Médaille de la jeunesse, des sports et de l'engagement associatif, or